# Forum mondial de l'Holocauste
Le Forum mondial de l'Holocauste (également Forum mondial « Laissez vivre mon peuple ! » ) regroupe une série d'événements visant à préserver le souvenirs des atrocités de l'Holocauste, aussi appelé « Shoah » deux termes désignant le génocide des Juifs commis par l’Allemagne nazie pendant la Seconde Guerre mondiale.
Cinq forums mondiaux ont déjà eu lieu. Le premier a eu lieu en 2005 à Cracovie, le cinquième à Jérusalem en janvier 2020.
Afin d'organiser et de soutenir le Forum mondial, une fondation spéciale a été créée en 2005 sous la présidence de Viatcheslav Moshe Kantor, président du Congrès juif européen et président du comité d'organisation du forum.

## Premier forum mondial
Le premier forum mondial « Laissez vivre mon peuple ! » s'est tenu en 2005 à Cracovie (en Pologne) pour marquer les 60 ans de la libération du camp de concentration d'Auschwitz-Birkenau. Le premier forum a réuni plus de 20 délégations officielles dirigées par leurs chefs d'État, dont le président de la fédération de Russie Vladimir Poutine, le président d'Israël Moshe Katsav, le président de la Pologne Aleksander Kwaśniewski et le vice-président des États-Unis d'Amérique Richard Cheney. Le premier forum mondial a reçu une large couverture médiatique,.

## Deuxième forum mondial
Le deuxième forum mondial « Laissez vivre mon peuple ! » s'est tenu en 2006 à Kiev sous les auspices du président ukrainien Viktor Iouchtchenko pour commémorer les 65 ans de la tragédie de Babi Yar. Le Forum a réuni plus de 1 000 personnes de 60 pays, dont des représentants d'organisations politiques et publiques internationales, notamment l'ONU, l'Union européenne, le Conseil de l'Europe, le Congrès juif mondial, le Congrès juif européen, le Congrès juif américain, le Fonds juif européen, etc..
La Déclaration du Forum mondial de l'Holocauste a été adoptée à la fin du deuxième Forum et appelle à préserver les souvenirs des événements tragiques de la Seconde Guerre mondiale et à unir les efforts dans la lutte contre la xénophobie, l'antisémitisme et le terrorisme international.

## Journées du souvenir de l'Holocauste à Bruxelles
Le 25 janvier 2011, au Parlement européen à Bruxelles, à la veille de la Journée internationale de commémoration de l'Holocauste, une réunion de commémoration consacrée à la mémoire de l'Holocauste a eu lieu. Il était programmé pour le 66e anniversaire de la libération du camp de concentration d'Auschwitz-Birkenau par l'armée soviétique. Parmi les principaux organisateurs de l'événement figuraient le Congrès Juif européen, le Centre communautaire juif européen, la Coalition européenne pour Israël, ainsi que le Parlement européen et le ministère israélien de l'Information et de la Diaspora. Le président du Congrès Juif européen Moshe Kantor, le président du Parlement européen Jerzy Buzek, le ministre de l'Information et de la Diaspora d'Israël Yuli Edelstein, le grand rabbin de Tel Aviv Yisrael Meir Lau ont pris la parole devant le public venu commémorer les victimes de l'Holocauste. Catherine Ashton, politicienne britannique et haute représentante de l'UE pour les affaires étrangères et la politique de sécurité, était l'invitée d'honneur de cet événement.

## Deuxième Journée du souvenir de l'Holocauste
Le deuxième Jour du Souvenir de l'Holocauste a eu lieu le 24 janvier 2012 au Parlement européen à Bruxelles, sous le haut patronage du Président du Parlement européen. Cet événement a été programmé 70 ans après la conférence de Wannsee et 50 ans après la fin du procès d'Adolf Eichmann. Parmi les invités de cet événement figuraient le président du Parlement européen Martin Schulz, le ministre israélien de la Diplomatie publique et la diaspora Yuli Edelstein, ainsi que de nombreux autres fonctionnaires et ambassadeurs européens.
Des événements commémoratifs de la Journée internationale de commémoration de l'Holocauste ont également eu lieu au Parlement européen en 2013 et 2014. En 2013, un élément important de l'événement a été le patronage personnel du président du Parlement européen Martin Schulz, qui a déclaré la Journée internationale de commémoration de l'Holocauste comme un événement annuel officiel pour le Parlement européen à partir de 2013.

## Troisième Forum mondial «Laissez vivre mon peuple!»

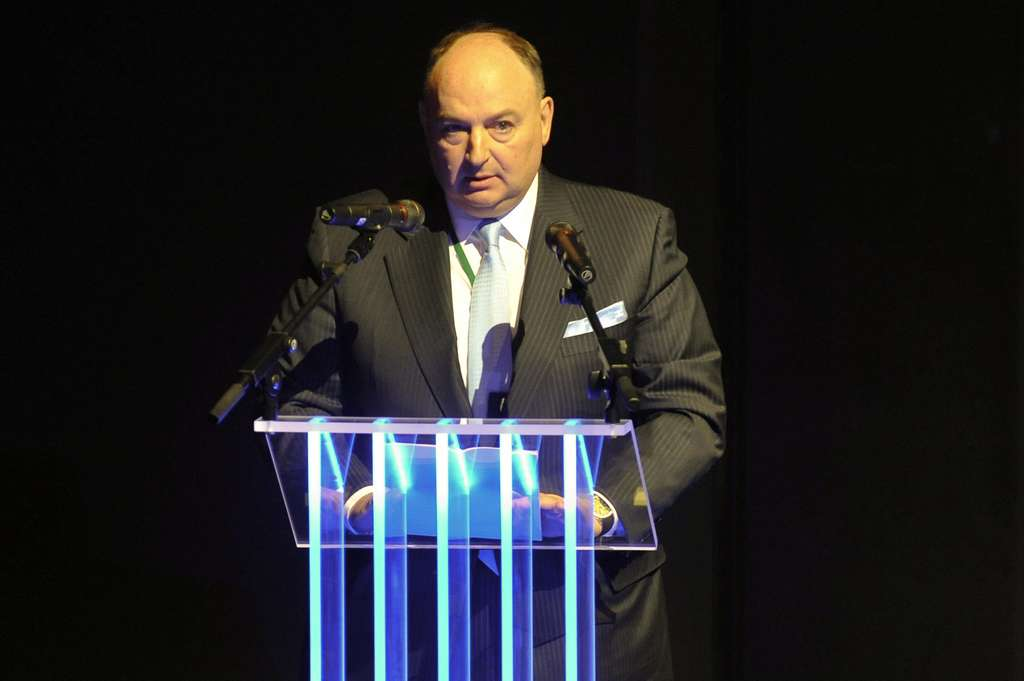
Viatcheslav Moshe Kantor, président de l'EJC, chef de file et organisateur du Forum.

Le troisième Forum mondial « Laissez vivre mon peuple ! » a eu lieu le 27 janvier 2010 à Cracovie, en Pologne et a été consacré au 65e anniversaire de la libération d'Auschwitz-Birkenau. Le troisième Forum mondial de l'Holocauste visait à préserver la mémoire des événements de la Seconde Guerre mondiale, à créer des liens entre le passé et l'avenir et à empêcher toute répétition des tragédies du passé. Le président du Congrès juif européen, Viatcheslav Moshe Kantor, était le chef de file et l'organisateur du projet.
Le Forum a été le premier d'une longue liste d'événements commémoratifs prévus en 2010 pour célébrer le 65e anniversaire de la victoire dans la Seconde Guerre mondiale. Le Forum était un point de départ d'une importance politique destiné à attirer l'attention de la communauté mondiale et à rappeler au public la lutte unie sans précédent des membres de la coalition alliée contre le fascisme et le rôle décisif de l'Union soviétique dans la libération de l'Europe.
Le Forum a réuni un groupe de 100 députés du Parlement européen dirigés par Jerzy Buzek, des représentants d'autres institutions européennes et des délégations officielles du monde entier. Ivan Martynushkin et Yakov Vinnichenko, tous deux vétérans de la Seconde Guerre mondiale et libérateurs d'Auschwitz-Birkenau, figuraient parmi les invités d'honneur du Forum.
Le troisième Forum mondial « Laissez vivre mon peuple ! » a été abordé par les participants suivants : 
- Viatcheslav Moshe Kantor, président du Congrès juif européen, chef de file et organisateur du Forum
- Jerzy Buzek, président du Parlement européen
- Aleksander Kwaśniewski, ancien président de la république de Pologne, président du Conseil européen sur la tolérance et la réconciliation
- Yisrael Meir Lau, grand rabbin de Tel Aviv et survivant de Buchenwald
- Avner Shalev, président de la direction de Yad Vashem
- Ronald Lauder, président du Congrès juif mondial[10]

Le président américain Barack Obama et le président de la France Nicolas Sarkozy ont envoyé leurs messages au Forum. Les discours des deux dirigeants ont appelé la communauté mondiale à toujours se souvenir des tragédies du passé et ont suggéré que la mémoire soit prise en compte dans les politiques.
Le principal résultat du Forum a été l'annonce de l'initiative visant à créer une nouvelle institution spéciale d'enseignement et de recherche, une Université paneuropéenne de sécurité et de tolérance mondiales. L'objectif clé de la nouvelle organisation est d'aider la communauté internationale dans sa lutte pour la sécurité mondiale face aux défis posés par l'extrémisme. L'Université se concentre sur l'organisation de programmes éducatifs et pédagogiques interculturels conçus pour harmoniser le développement de la coopération et de l'éducation internationales.

## Quatrième forum international «Laissez vivre mon peuple!»
Du 26 au 27 janvier 2015, le quatrième Forum international « Laissez vivre mon peuple ! » s'est tenu à Prague et à Terezín (République tchèque) pour marquer le 70e anniversaire de la libération du camp de concentration d'Auschwitz-Birkenau. Plusieurs centaines d'éminents invités, dont des chefs d'État, des dirigeants politiques, des parlementaires, des diplomates, des universitaires et des personnalités publiques de nombreux pays, l'un des rares survivants d'Auschwitz-Birkenau, Leonty Brandt, d'anciens prisonniers des camps de concentration et des survivants de la Shoah ont assisté à l'événement.
L'événement de deux jours comprenait deux parties principales, le Forum de la société civile mondiale, qui s'est tenu au château de Prague, et la cérémonie commémorative à Terezín, axée sur la mémoire du passé et la réflexion sur le présent à un moment où la montée de l'antisémitisme et de l'intolérance pose un menace non seulement pour la survie des communautés juives en Europe, mais aussi pour la sécurité de l'Europe dans son ensemble.
Le Forum, organisé par le Congrès juif européen et la Fondation du Forum mondial de l'Holocauste, avec le Parlement européen et son président Martin Schulz, a réuni plus de 900 invités, dont 30 délégations officielles et représentants de parlements, chefs d'État européens et célébrités internationales, experts et universitaires, qui se sont réunis au château de Prague pour participer à trois groupes de discussion axés sur l'antisémitisme, le néonazisme et le radicalisme religieux.
Le célèbre activiste américain des droits de l'homme Abraham Foxman, l'historien et professeur à l'Université de Yale Timothy Snyder, l'écrivain et philosophe français Bernard-Henri Lévy, le chef de la Grande Assemblée nationale de Turquie Cemil Çiçek, le président de la Chambre des députés de Roumanie Valeriu Zgonea et d'autres personnalités éminentes ont assisté à la première journée du Forum. La Russie était représentée par le vice-président du Conseil de la fédération Ilyas Umakhanov et le président du Forum public mondial, « Dialogue des civilisations », Vladimir Iakounine.
Le président du Congrès juif européen Viatcheslav Moshe Kantor, le Premier ministre tchèque Bohuslav Sobotka, le président de la Chambre des députés du Parlement tchèque Jan Hamáček et le président du Sénat tchèque Milan Štěch ont pris la parole.
Le 27 janvier 2015, le président tchèque Miloš Zeman a accueilli la dernière session du Forum et la cérémonie officielle de commémoration des victimes de l'Holocauste. La Philharmonie nationale de Russie, 98 musiciens sous la direction de Vladimir Spivakov, a interprété le concerto pour orchestre des étoiles jaunes d'Isaac Schwartz accompagné d'une vidéo sur l'histoire de l'Holocauste. Après la minute de silence en ligne reliant trois autres camps de concentration, les invités ont été invités à participer à la cérémonie commémorative à Theresienstadt, un camp de concentration qui a servi de station de transit sur le chemin vers d'autres camps de la mort. Les détenus de Theresienstadt comptaient de nombreux musiciens, compositeurs, dessinateurs et poètes, qui entretenaient leur art en publiant le magazine Vedem. Le chanteur de renommée mondiale Joseph Malovany et le laurat de l'Oscar Sir Ben Kingsley se sont produits lors de la cérémonie.
À l'issue du quatrième Forum international sur l'Holocauste, les participants ont adopté une Déclaration sur la lutte contre l'antisémitisme et les crimes de haine.

## Cinquième Forum mondial de l'Holocauste
Le 23 janvier 2020 à Jérusalem, en Israël, s'est tenu le cinquième Forum mondial de l'Holocauste, intitulé « Se souvenir de l'Holocauste, combattre l'antisémitisme », au mémorial de Yad Vashem,,. Le forum a réuni 49 délégations de haut niveau. L'organisateur et l'initiateur du Forum était le président de la Fondation du Forum mondial de l'Holocauste et président du Congrès Juif européen, Viatcheslav Moshe Kantor, en coopération avec Yad Vashem, sous les auspices du président de l'État d'Israël, Reuven Rivlin.
Le Forum a été programmé pour coïncider avec le 75e anniversaire de la libération du camp de concentration nazi Auschwitz-Birkenau par l'Armée rouge le 27 janvier 1945, et la Journée internationale du souvenir de l'Holocauste,.
Le président de la Russie Vladimir Poutine, le vice-président des États-Unis Mike Pence, le président de la France Emmanuel Macron, le président de l'Allemagne Frank-Walter Steinmeier, le président de l'Italie Sergio Mattarella, le président de l'Autriche Alexander Van der Bellen et le prince Charles de Galles, le président de la Chambre des représentants des États-Unis Mme Nancy Pelosi, étaient parmi les autres dirigeants qui ont pris part à cet événement historique, ainsi que les présidents de Bulgarie, Croatie, Chypre, Finlande, Géorgie, Hongrie, Roumanie, Serbie, Slovaquie, Ukraine, Premiers ministres de Tchéquie, Danemark, Suède et rois de Belgique, des Pays-Bas, de la Norvège et de l'Espagne, et représentant du Saint-Siège, le cardinal Kurt Koch,,.
Le président polonais Andrzej Duda a refusé de participer à l'événement malgré son invitation, car il n'a pas eu la possibilité de prendre la parole. Il a critiqué l'événement pour avoir donné la parole au président russe Vladimir Poutine qui, ces dernières semaines, a critiqué la Pologne au sujet de son bilan de la Seconde Guerre mondiale. Le président lituanien Gitanas Nauseda a approuvé la position du président Duda et s'est également retiré du sommet.
Le Président Reuven Rivlin a pris la parole, ainsi que MM. Frank-Walter Steinmeier, Vladimir Poutine et Emmanuel Macron.
Les propos ou vidéos présentés par les organisateurs exaltant le rôle de l'Union soviétique et omettant la mention du pacte germano-soviétique de 1939 ou le rôle des alliés occidentaux dans la Victoire prêtent à polémique.

## Voir également
- Journée internationale du souvenir de l'Holocauste
- Auschwitz#Évacuation_et_libération_du_camp
- Shoah dans l'enseignement secondaire